# 恩藏直人
恩藏 直人（おんぞう なおと、1959年1月29日 - ）は、日本のマーケティング研究者（ブランド戦略、製品戦略、市場参入戦略、セールスプロモーション）。
早稲田大学商学学術院長、商学部学部長、公認会計士試験委員（2008年度-2009年度）などを歴任。
現職は、早稲田大学商学学術院教授、早稲田大学常任理事。早稲田実業学校学校長。日本のマーケティング研究の代表的な研究者の一人。

## 人物概要
日本のマーケティング研究の代表的な研究者の一人。早稲田大学商学部及び早稲田大学大学院商学研究科において原田俊夫のゼミナール生として卒業。
また、フィリップ・コトラーやケビン・レーン・ケラーらの著作に関する翻訳プロジェクトの多くを統括している。

## 略歴
1959年：神奈川県秦野市生まれ。1982年：早稲田大学商学部卒業。1987年 - 1989年：早稲田大学商学部助手。1989年 - 1991年：早稲田大学商学部専任講師。1991年 - 1996年：早稲田大学商学部助教授。1996年 - 2004年：早稲田大学商学部教授。
2002年 - 2007年：早稲田大学入学センター長。2004年 -  現在：早稲田大学商学学術院教授。2008年 - 2012年：早稲田大学商学学術院長・商学部長・評議員。2013年 - 2018年：早稲田大学理事。2013年 - 2019年：早稲田大学広報室長。
2019年 - 現在：早稲田大学常任理事(広報担当)。
2023年-早稲田実業学校学校長

## 学外の役職
- 日本消費者行動研究学会元会長（2005-2006年度）
- 商品開発・管理学会元会長（2006-2008年度）
- 日本商業学会会長（ 2019 - 2022年度）
- 元放送大学客員教授

## 著書

### 単著
- 『マーケティング 第２版』（日経文庫・日本経済新聞社 2019）
- 『マーケティングに強くなる』(筑摩書房 2017)
- 『マーケティング論 改訂版』（放送大学教育振興会 2008）
- 『コモディティ化市場のマーケティング論理』（有斐閣 2007）
- 『製品開発の戦略論理』（文一総合出版 1998）
- 『競争優位のブランド戦略』（日本経済新聞社 1995）

### 共著
- 『マーケティング戦略 第5版』（有斐閣 2016）
- 『R3コミュニケーション―消費者との「協働」による新しいコミュニケーションの可能性』（宣伝会議 2011）
- 『1からのマーケティング分析』（碩学舎 2011）
- 『感性で拓くマーケティング 』（丸善プラネット 2010）
- 『顧客接点のマーケティング 』（千倉書房 2009）
- 『マーケティング・アンビション思考』（角川グループパブリッシング 2008）
- 『モバイル・マーケティング』（日本経済新聞出版社 2008）
- 『マーケティング戦略 第３版』（有斐閣 2006）
- 『製品・ブランド戦略―現代のマーケティング戦略①』（有斐閣 2004）
- 『ブランド要素の戦略論理』（早稲田大学出版部 2002）
- 『柔らかい企業戦略―マーケティング・アンビションの時代』（角川書店 2001）
- 『戦略的ソリューション営業―顧客との「価値あるパートナーシップ」を構築せよ 』（監修 ダイヤモンド社 2000）
- 『新・マーケティング総論 増補改訂2版』（創成社 2000）
- 『自販機マーケティング―21世紀のベンディングマシーン・ビジネスを求めて 』（ダイヤモンドフリードマン社 1998）
- 『セールス・プロモーション―その理論、分析手法、戦略』（同文舘出版 1994）

### 訳著
- 『コトラーのリテール4.0　デジタルトランスフォーメーション時代の10の法則』（監訳 朝日新聞出版 2020）
- 『コトラーのマーケティング4.0　スマートフォン時代の究極法則』（監訳 朝日新聞出版 2017）
- 『コトラーのマーケティング3.0　ソーシャル・メディア時代の新法則』（監訳 朝日新聞出版 2010）
- 『戦略的ブランド・マネジメント 第3版』（監訳 東急エージェンシー 2010）
- 『コトラー&ケラーのマーケティング・マネジメント 基本編 第3版』（監修 ピアソン・エデュケーション 2008）
- 『コトラー&ケラーのマーケティング・マネジメント 第12版』(監修 ピアソン・エデュケーション 2008)
- 『感情マーケティング―感情と理性の消費者行動 』（監訳 千倉書房 2007）
- 『社会的責任のマーケティング―「事業の成功」と「CSR」を両立する』（監訳 東洋経済新報社 2007）
- 『マーケティング10の大罪 』（編集 東洋経済新報社 2005）
- 『カリスマに学ぶマーケティング―1冊でわかる最新コンセプト 』（共訳 日本経済新聞社 2004）
- 『コトラーのマーケティング思考法』（共訳 東洋経済新報社 2004）
- 『価値ベースのマーケティング戦略論』（監訳 東洋経済新報社 2004）
- 『ケラーの戦略的ブランディング―戦略的ブランド・マネジメント増補版 』（共訳 東急エージェンシー出版部 2003)
- 『コトラーのマーケティング・コンセプト』（監訳 東洋経済新報社 2003）
- 『コトラーのマーケティング・マネジメント ミレニアム版』(監修 ピアソン・エデュケーション 2001)
- 『戦略的ブランド・マネジメント』(共訳 東急エージェンシー 2000)
- 『コトラーのマーケティング入門 第四版』(監訳 ピアソン・エデュケーション 2000)
- 『プロフィット・ゾーン経営戦略―真の利益中心型ビジネスへの革新 』（共訳 ダイヤモンド社 1999）
- 『創造的模倣戦略―先発ブランドを超えた後発者たち』（共訳 有斐閣 1996）